# Миа Мейсън
Миа Мейсън (на английски: Mya Mason) е американска порнографска актриса, родена на 4 ноември 1984 година в град Денвър, Колорадо. Дебютира като актриса в порнографската индустрия през 2003 година, на 19-годишна възраст. Тя е сестра на порнографската актриса Мисти Мейсън.